# Koorawatha
Koorawatha är en ort i Australien. Den ligger i kommunen Young och delstaten New South Wales, i den sydöstra delen av landet, omkring 250 kilometer väster om delstatshuvudstaden Sydney.
Runt Koorawatha är det mycket glesbefolkat, med 4 invånare per kvadratkilometer.. Koorawatha är det största samhället i trakten.
I omgivningarna runt Koorawatha växer huvudsakligen savannskog. Genomsnittlig årsnederbörd är 794 millimeter. Den regnigaste månaden är februari, med i genomsnitt 163 mm nederbörd, och den torraste är oktober, med 28 mm nederbörd.